# اله سولتین
اله سولتین (بلاروسی: Алег Слауцін؛ زادهٔ ۲۱ آوریل ۱۹۸۶) بازیکن فوتبال اهل اوکراین است.
از باشگاه‌هایی که در آن بازی کرده‌است می‌توان به باشگاه فوتبال ویتبسک اشاره کرد.